# Arre (Olaszország)
Arre település Olaszországban, Veneto régióban, Padova megyében. Lakosainak száma 2091 fő (2023. január 1.). Arre Bagnoli di Sopra, Conselve, Agna, Candiana és Terrassa Padovana községekkel határos.

## Népesség
A település népességének változása:
| Lakosok száma | 2146 | 2143 | 2091 |
|               | 2017 | 2018 | 2023 |